# Kościół św. Jana Chrzciciela w Poczesnej
Kościół św. Jana Chrzciciela w Poczesnej – kościół parafialny pod wezwaniem św. Jana Chrzciciela w miejscowości Poczesna. 
Jest to trzeci kościół we wsi. Wybudowany w latach 1870–1878, nie ma określonego stylu architektonicznego, jest mieszanką różnych stylów. Położony jest przy rzece Warcie.

## Historia
Pierwszą kaplicę w Poczesnej ufundował starosta olsztyński, dzierżawca dóbr królewskich Jan Ocieski (młodszy). Biskup krakowski kardynał Bernard Maciejowski podniósł ją do godności kościoła. Należy zakładać, że kaplica istniała przed 1583 rokiem. Był to budynek drewniany.
30 marca 1719 proboszcz Antoni Lechowicz położył kamień węgielny pod budowę nowej świątyni, również drewnianej. Fundatorem był starosta olsztyński Antoni Wikliński. W 1722 roku kościół został poświęcony przez kanonika Wszystkich Świętych ks. Fabianowskiego, za zezwoleniem biskupa krakowskiego. W 1786 roku kościół został odrestaurowany przez ks. Wawrzyńca Gaździeckiego kosztem starosty olsztyńskiego Teodora Potockiego.
W 1870 rozpoczęto budowę nowego, murowanego kościoła, a stary rozebrano z powodu starości. Budowę z ofiar wiernych rozpoczął ks. Antoni Falczyński, a dokończył ks. Franciszek Kapałczyński. 14 września 1878 roku odbyła się uroczysta konsekracja dokonana przez biskupa włocławskiego Wincentego Popiela.
W ostatnich dniach II wojny światowej kościół został zniszczony od pocisków artyleryjskich i bomb lotniczych. Spowodowały one również pożar plebanii. Kościół został odremontowany w 1949 roku staraniem ks. Boguchwała Tuory.
Naprzeciw kościoła znajduje się dawna plebania, obecnie Dom św. Barnaby, gdzie znajduje się Stacjonarny Ośrodek Reintegracji Społecznej. Otworzony został przez biskupa częstochowskiego Stanisława Nowaka 15 listopada 2011 roku. Stworzony został z myślą o osobach bezdomnych.
Obok kościoła znajduje się dzwonnica oraz nowa plebania wybudowana w latach 90. XX wieku.

## Architektura zewnętrzna
Świątynia zbudowana jest w duchu historyzmu, łączy w sobie różne style. Bryła budynku jest neogotycka. Fasadę zdobią dwie symetryczne wieże. Kościół został otynkowany na początku lat 90. XX wieku. W 2005 roku przeprowadzono remont sklepienia i dachu, w ramach przygotowań do przypadającego rok później jubileuszu 400 lat istnienia parafii. Wieże zostały pokryte miedzią oraz ozdobiono je zegarami z kurantami. Każda z nich ma 5 kondygnacji. Została zbudowana trzecia, mniejsza wieża na sygnaturkę, znajdująca się w miejscu centralnym dachu. W kolejnych latach odrestaurowano wewnętrzną polichromię.  
Przy głównym wejściu znajdują się dwie pamiątkowe tablice. Jedna upamiętnia mord księdza Boguchwała Tuory i czterech współpracowników w 1950 roku. Została wmurowana w 50 rocznicę tych wydarzeń w 2000 roku i odsłonięta przez biskupa Antoniego Długosza. Druga tablica upamiętnia beatyfikację papieża Jana Pawła II w 2011 roku. Po prawej stronie od wejścia do kościoła znajduje się pomnik Jana Pawła II. Popiersie wyrzeźbione przez rzeźbiarza Jerzego Kędziorę w 2005 roku, mieszkańca Poczesnej, odsłonił i poświęcił biskup Antoni Długosz 27 kwietnia 2014 roku w dniu kanonizacji polskiego papieża. W ogrodzie przy dawnej plebanii znajduje się figura Matki Bożej upamiętniająca pierwszą wizytę papieża Jana Pawła II w Polsce w 1979 roku. Została odnowiona w 2008 roku.  

## Wnętrze

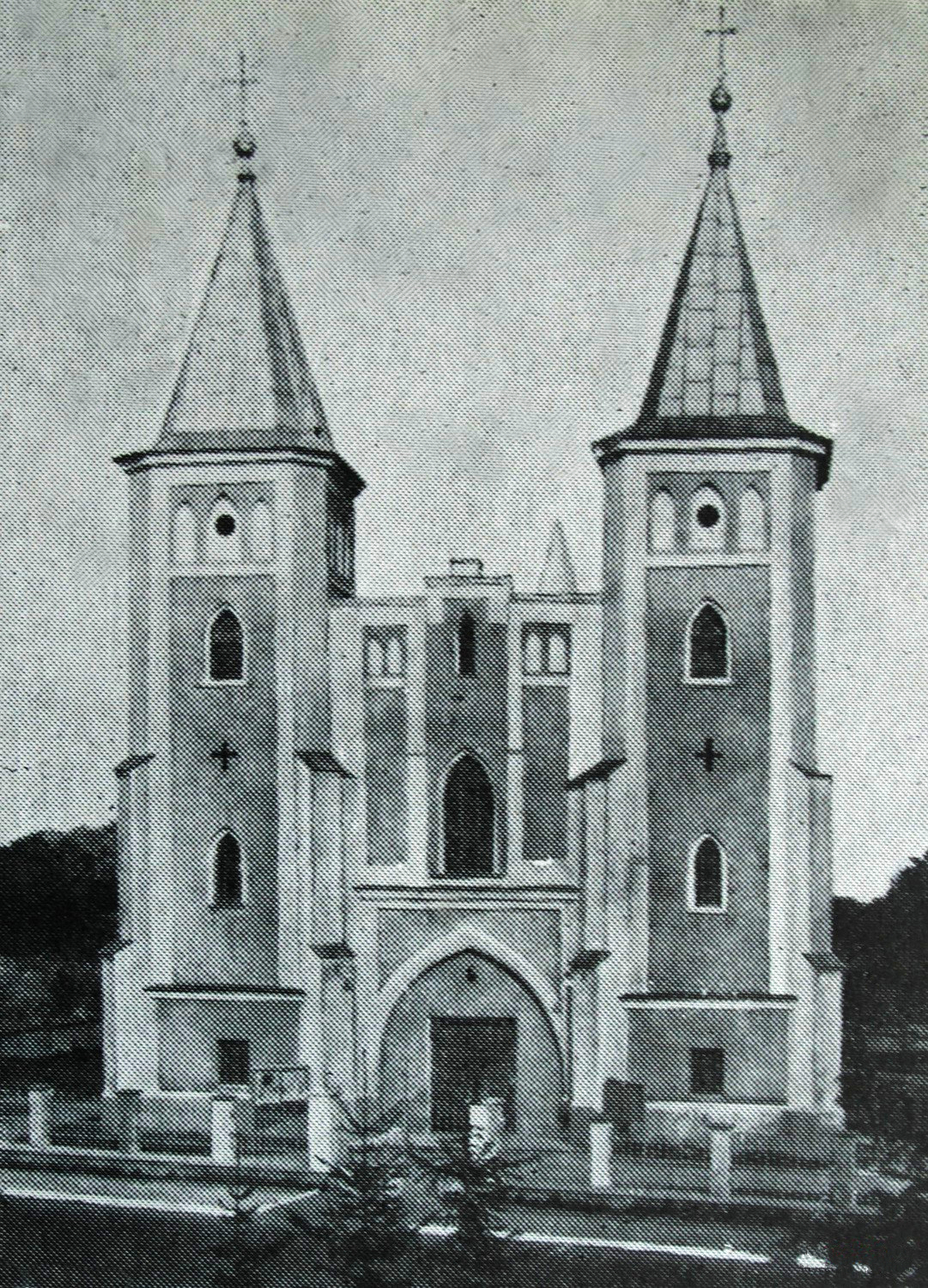
Kościół w latach 70. XX wieku

Kościół posiada jedną nawę. Po bokach prezbiterium symetrycznie rozmieszczono skarbczyk i zakrystię, co daje lekko zaakcentowany plan krzyża łacińskiego. Świątynia posiada trzy wejścia: główne, boczne oraz przez skarbczyk. 
Elementy neoklasycystyczne to kasetony nad nawą oraz wzornictwo polichromii (m.in. filary). Pochodząca z końca XIX w. dekoracja ścienna zawiera również elementy neogotyckie. W tym stylu jest sklepienie nad prezbiterium, stacje drogi krzyżowej i tron w prezbiterium wykonane w drewnie oraz ławki na chórze. Przyziemie ścian pokryte jest drewnianą boazerią. Z drewna zbudowano również ołtarz "posoborowy".
Wszystkie okna w kościele zdobią witraże. Przedstawiają one między innymi: św. Jana Chrzciciela, Trójcę Przenajświętszą, św. Jadwigę Śląską, Matkę Boską Częstochowską, św. Maksymiliana Kolbę, św. Stanisława ze Szczepanowa, św. Andrzeja Bobolę. Witraż w oknie prowadzącym na chór kościelny przedstawia św. Cecylię patronkę muzykantów i chórów.
Witraże zostały wykonane w 1980 roku przez profesora Maciej Makarewicza z Krakowa.
Ambona w kościele wykonana z drzewa ozdobiona jest rzeźbami czterech ewangelistów.
Z poprzedniego drewnianego kościoła pochodzi posrebrzana chrzcielnica oraz zamek w drzwiach skarbczyka pochodzący z XVII wieku. 
Kościół wyłożono posadzką ceramiczną. 

### Ołtarze
Kościół posiada trzy neobarokowe ołtarze. Inicjatorem ich budowy był proboszcz ks. Jan Knorr. Ołtarz główny, konsekrowany 11 września 1911 roku, zawiera dwa obrazy: obraz Trójcy Przenajświętszej (wymienny z obrazem św. Barbary) i św. Jana Chrzciciela. Po bokach ołtarza głównego są umieszczone dwie figury Świętych Pańskich (prawdopodobnie są to św. Dominik oraz papież św. Sylwester lub św. Grzegorz Wielki). Nad obrazem Trójcy Przenajświętszej znajduje się herb- dwa skrzyżowane kilofy i kotwica. Kilofy są symbolem tradycji górnictwa na ziemi pocześniańskiej, kotwica natomiast wierności wierze, nadziei, oczekiwania zbawienia. Kilofy stały się elementem herbu wsi i gminy Poczesna z 2000 roku. Ołtarz został odrestaurowany w latach 2010-2011.  
Ołtarz z prawej strony posiada dwa obrazy: słynący cudami obraz św. Sebastiana i obraz Serca Maryi (na zasuwie). Ołtarz wieńczy obraz św. Józefa.
Ołtarz z lewej strony także posiada dwa obrazy: Matki Boskiej Częstochowskiej i Serca Pana Jezusa (na zasuwie), ołtarz wieńczy obraz św. Anny. Obrazy w obu ołtarzach są wystawiane naprzemiennie. 
Przed obraz świętego Sebastiana pielgrzymowano w czasie epidemii chorób zakaźnych. Szukano u Niego ostatecznego ratunku, jako u patrona i obrońcy porażonych tymi chorobami. 

Galeria
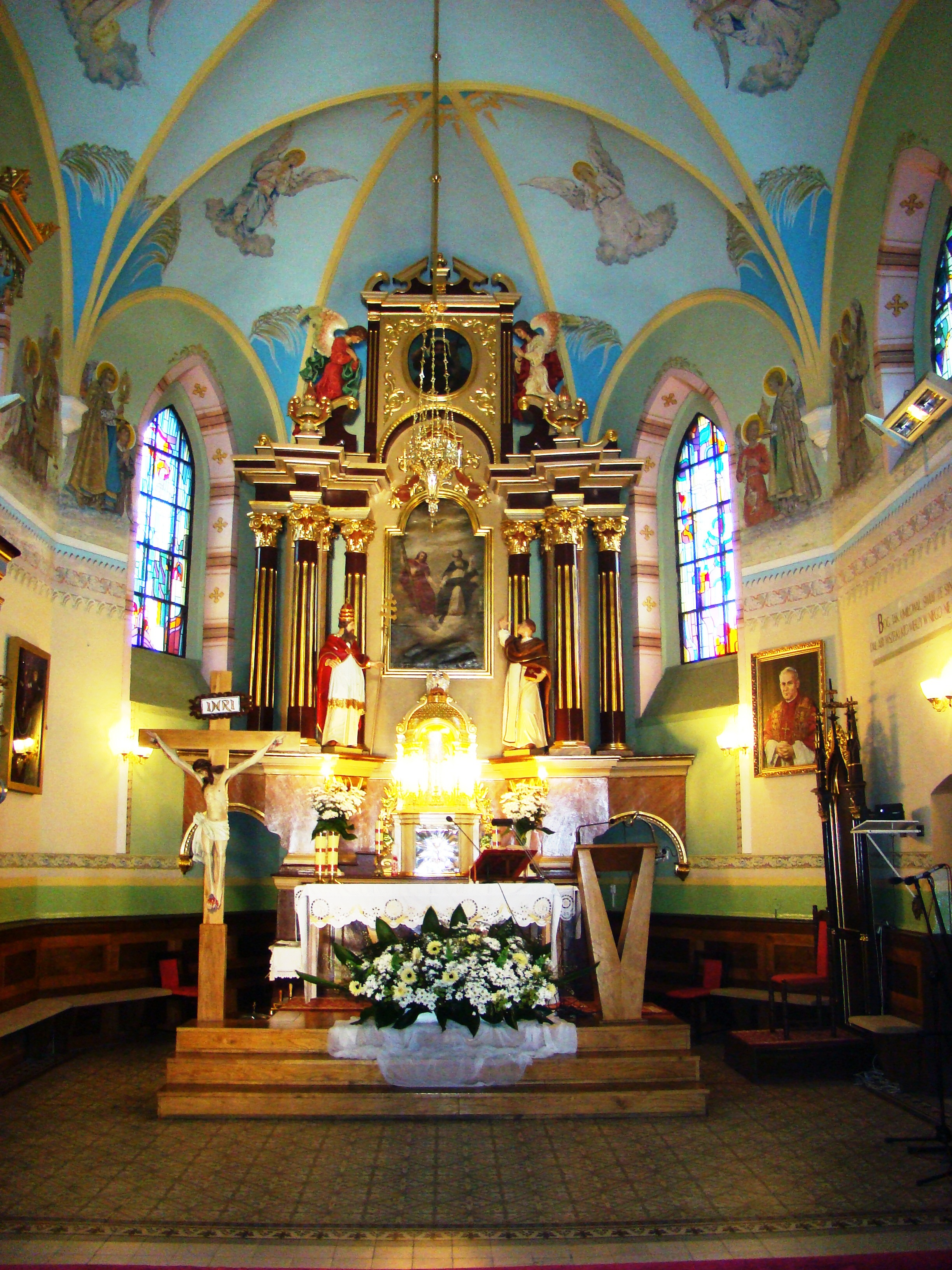
Ołtarz główny
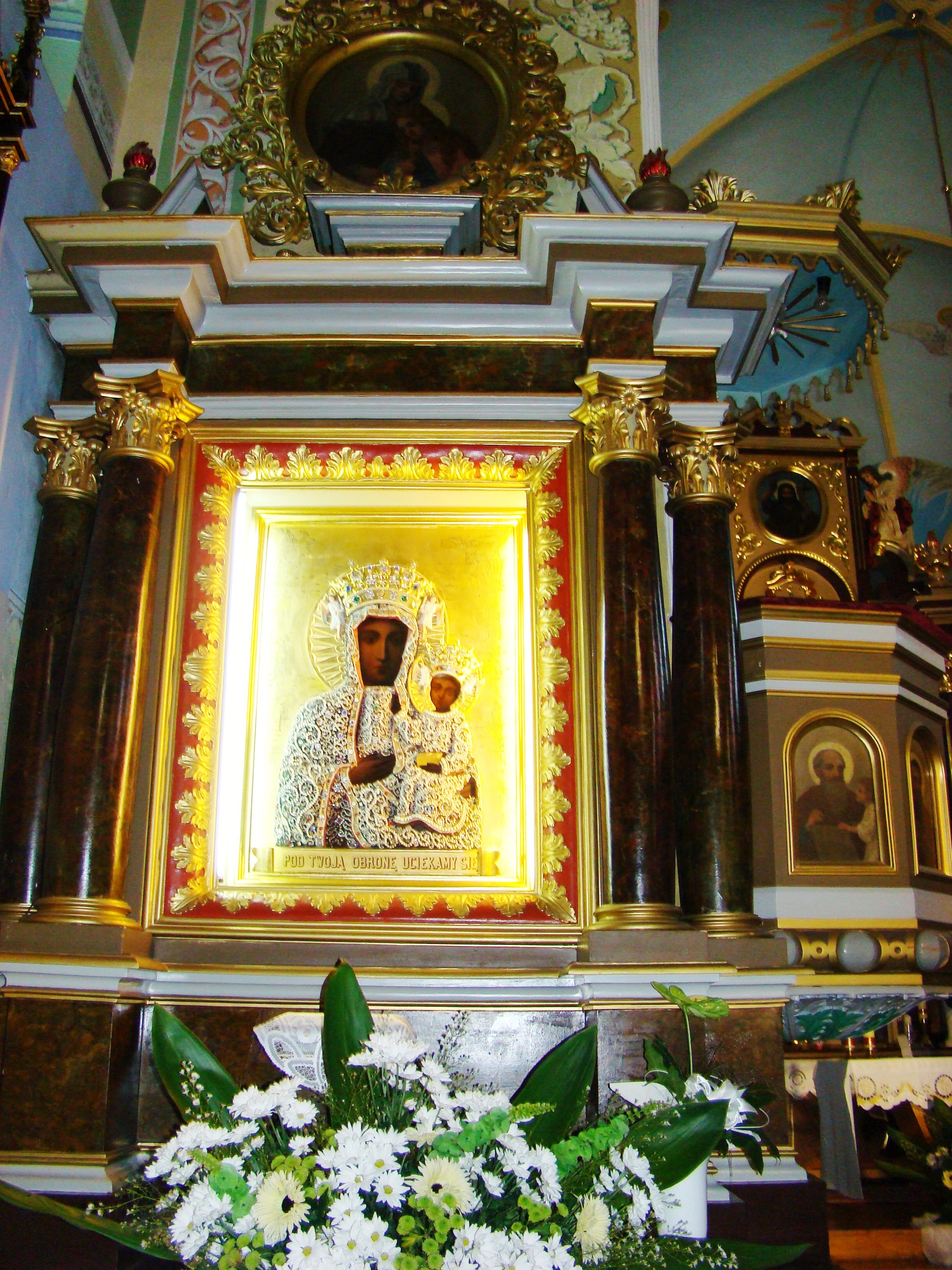
Ołtarz boczny
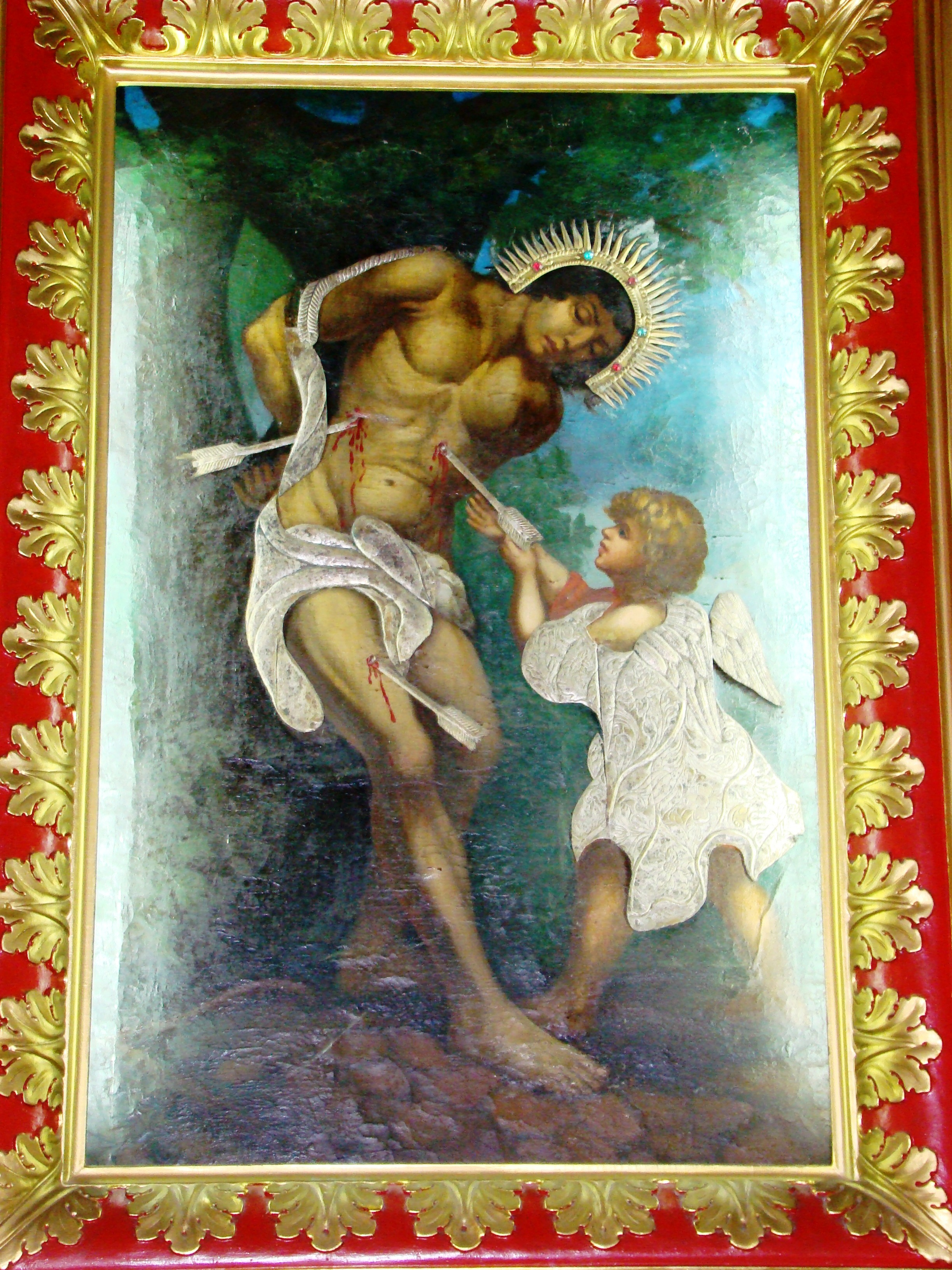
Słynący cudami obraz św. Sebastiana